# Fantasy humoristique
Ne doit pas être confondu avec Science-fiction humoristique.
La Fantasy humoristique (ou light fantasy) est un sous-genre de la fantasy. Cette fantasy a un ton léger, comme son nom l’indique (light signifie « léger » en anglais).
Elle trouve le plus souvent sa matière en se moquant ou en parodiant la fantasy dite classique, tout particulièrement la high fantasy qui, a contrario, a le plus souvent une intrigue et des thèmes sérieux (lutte du Bien contre le Mal, Monde à sauver). 
Pour cela, elle joue avec tous les registres de l’humour : ironie, satire, parodie, burlesque, mais peut aussi utiliser le non-sens et l’absurde pour mettre en lumière le ridicule des scènes, ou leur décalage. 
Les thèmes gravissimes ou horrifiques sont détournés de leur but principal dans la light fantasy.
La light fantasy peut croiser n’importe quel autre sous genre excepté la dark fantasy qui est son antagoniste naturel.

## Genèse et histoire
En 1940, après les débuts de la fantasy dans les pulps, paraît le premier roman de la saga Harold Shea (non traduite) écrite à quatre mains par un auteur plus tourné vers l’heroic fantasy : Lyon Sprague de Camp et son ami Fletcher Pratt. C’est la première œuvre de ce qu’on peut vraiment qualifier comme de la light fantasy. Dans la même veine, les deux amis créent aussi la série des Gavagan’s Bar.
Plus tard, après la parution du Seigneur des Anneaux, apparaît la parodie de l’œuvre de Tolkien Bored of the Rings (Lord of the Ringards) par Henry N. Beard et Douglas Kenney en 1969. Cette œuvre a bénéficié, tardivement, de la traduction française grâce aux éditions Bragelonne. Elle est sortie en 2004, sous le titre Lord of the Ringards.
En 1970, The Eye of Argon de Jim Theis est publié. Autre œuvre parodique qualifiée de la pire histoire de science fiction jamais écrite…

## Œuvres delight fantasy

### Romans et recueils de nouvelles
- Les Annales du Disque-Monde et Le Grand Livre des gnomes de Terry Pratchett
- Les livres magiques de Xanth de Piers Anthony
- Princess Bride de William Goldman
- Lord of the Ringards
- À vos souhaits de Fabrice Colin
- Quand les Dieux buvaient de Catherine Dufour
- La série Slayers de Hajime Kanzaka, également déclinée en mangas et animes
- Premier souffle de Thomas C. Durand
- Sérénade dragonique de Patrick Bert[1]
- Des nouvelles du Tibbar de Timothée Rey[2]

### Bandes dessinées et mangas
- Coda de Simon Spurrier et Matías Bergara
- Le Chant d'Excalibur de Christophe Arleston
- Le Donjon de Naheulbeuk
- Donjon de Joann Sfar et Lewis Trondheim
- Krän d'Éric Hérenguel
- Lanfeust de Troy de Christophe Arleston et Didier Tarquin et Trolls de Troy par Arleston et Jean-Louis Mourier

### Films et téléfilms
- Sacré Graal ! des Monty Python
- Princess Bride, adaptation du roman
- Certains films de Terry Gilliam : Bandits, bandits ; Jabberwocky ; Les Aventures du baron de Münchhausen
- Le Père Porcher, minisérie adaptée de Terry Pratchett
- La Véritable Histoire du Petit Chaperon rouge
- Votre Majesté
- La série des Shrek

### Séries et animés
- Kaamelott : parodie du mythe arthurien
- Kröd Mändoon and the Flaming Sword of Fire
- Les Contes du Disque-Monde : téléfilm de Sky One en deux parties adapté à partir du Père Porcher suivi des téléfilms Discworld (téléfilm) adapté de La Huitième couleur et le Huitième sortilège, et de Timbré (téléfilm) adapté de Timbré, appartenant à la saga  du Disque Monde de Terry Pratchett
- Trois Sœurcières et Accros du roc, films d’animation adaptés de Terry Pratchett également.

### Sagas MP3
- Donjon de Naheulbeuk de John Lang
- Reflets d'Acide